# Margaretha van Münsterberg
Margaretha van Münsterberg (Breslau, 25 augustus 1473 - Dessau, 28 juni 1530) was een Silezische prinses uit het huis Podiebrad. Door haar huwelijk met Ernst, vorst van Anhalt-Dessau, werd Margaretha vorstin van Anhalt. Na de dood van haar man in 1516 trad ze op als regentes voor haar drie minderjarige zoons. Margaretha bleef tijdens de reformatie een overtuigd rooms-katholiek en Anhalt-Dessau bleef tot haar dood een rooms-katholiek vorstendom.

## Biografie
Margaretha was de oudste dochter van Hendrik de Oude, hertog van Münsterberg en Oels, en Ursula van Brandenburg. In 1494 trouwde ze met Ernst van Anhalt-Dessau. 
Ernst stierf in 1516. Margaretha kreeg met bisschop Albrecht van Brandenburg, hertog George van Saksen en keurvorst Joachim I Nestor van Brandenburg de gezamenlijke voogdij over haar drie minderjarige kinderen. Om haar bij de opvoeding te ondersteunen vroeg Margaretha hulp aan de bisschop van Merseburg, Adolf I van Anhalt, en de humanist Georg Helt. 
Margaretha was een zeer belezen vrouw die goede contacten onderhield met verschillende geleerden, onder wie Maarten Luther en zijn medewerker Georg Spalatin. In 1519 nodigde ze Luther uit om in Dessau te prediken. Na 1520 begon ze zich echter te verzetten tegen de reformatie. Haar houding tegenover Luther werd beïnvloed door haar hofpredikant, de dominicaan Johannes Mensing. Toen haar zoon Johan in 1523 met keurprins Joachim II van Brandenburg Wittenberg bezocht, raadde Margaretha hem dringend af een bezoek aan Luther te brengen. Margaretha was geïnteresseerd in theologie en liet de nieuwste literatuur, zowel protestantse als rooms-katholieke die in Leipzig verscheen, naar zich toesturen. Met onder andere Johannes Cochläus, Hieronymus Emser en de franciscaan Augustin von Alveldt correspondeerde ze over theologische vragen. Daarnaast schreef de vorstin gebeden en gedichten.
Als regentes van Anhalt-Dessau voerde Margaretha een spaarzaam beleid. In 1524 wist ze na moeizame onderhandelingen het aan het keurvorstendom Saksen verpande Amt Wörlitz terug te kopen. 
Margaretha stierf in 1530. Haar lichaam werd bijgezet in de Mariakerk in Dessau. Na haar dood bekeerden haar zoons zich tot het Lutheranisme en in 1534 voerden ze het protestantisme in Anhalt-Dessau officieel in.

## Huwelijk en kinderen
Margaretha trouwde op 20 januari 1494 in Cottbus met Ernst van Anhalt. Het paar kreeg vier kinderen, van wie de oudste op jonge leeftijd overleed:
- Thomas (1503)
- Johan IV (1504-1551)
- George III (1507-1553)
- Joachim (1509-1561)